# Federazione cestistica del Kuwait
La Federazione cestistica del Kuwait è l'ente che controlla e organizza la pallacanestro in Kuwait.
La federazione controlla inoltre la nazionale di pallacanestro del Kuwait e ha sede a Madinat al-Kuwait.
È affiliata alla FIBA dal 1959 e organizza il campionato di pallacanestro del Kuwait.